# Аройомолинос де Леон
Аройомолинос де Леон (на испански: Arroyomolinos de León) е населено място и община в Испания. Намира се в провинция Уелва, в състава на автономната област Андалусия. Общината влиза в състава на района (комарка) Сиера де Улва. Заема площ от 87 km². Населението му е 1055 души (по преброяване от 2010 г.). Разстоянието до административния център на провинцията е 172 km.

## Демография
| 1996 | 1998 | 1999 | 2000 | 2001 | 2002 | 2003 | 2004 | 2005 | 2006 |
| ---- | ---- | ---- | ---- | ---- | ---- | ---- | ---- | ---- | ---- |
| 1168 | 1163 | 1174 | 1157 | 1135 | 1127 | 1117 | 1105 | 1078 |      |